# Антонін Гудечек

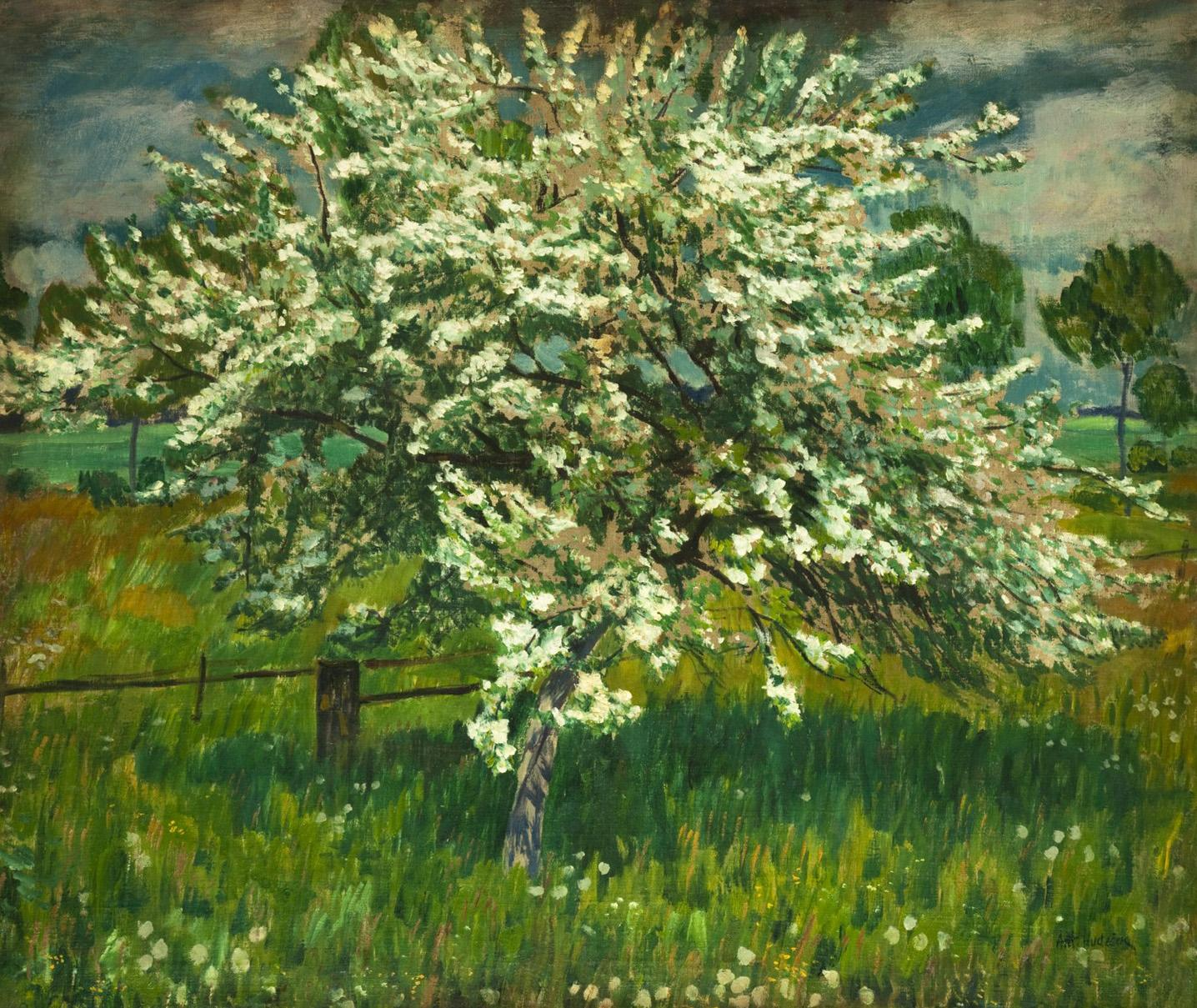

Антонін Гудечек (чеськ. Antonín Hudeček; 14 січня 1872 — 11 серпня 1941) — чеський художник-пейзажист. Дійсний член Чеської академії наук, словесності та мистецтв (з 1930).
Антонін Гудечек разом з Антоніном Славічеком і Антоніном Калводою, належить до провідних чеських художників-пейзажистів початку XX століття.

## Біографія
Після закінчення гімназії в 1887 вступив до Празької академії образотворчих мистецтв, де навчався фігурального живопису під керівництвом професорів М. Пірнера та В. Брожика. У 1891-1893 продовжив навчання у Мюнхенській академії.
З 1895 разом із А. Славічеком вступив до художньої майстерні Ю. Маржака, де разом із групою художників, вивчав мистецтво пейзажу.
У 1898 році вперше брав участь у художній виставці, пізніше виставляв свої роботи у Відні (1900). У 1902 році здійснив подорож Італією та Сицилією, а після повернення написав кілька пейзажів околиць Кельна та Праги.
У 1909 знову відвідав Сицилію. Написав ряд мальовничих видів Поліце-над-Метуйї. Двічі відвідав острів Рюген, з 1920 регулярно бував у Татрах, Банська-Бистриця та з 1927 року — Карпатах.
З 1927 жив у Частоловиці (нині район Ріхнов-над-Кнежноу Краловеградецького краю Чехії), де й помер у 1941 році.

## Творчість
Після перших спроб фігурального живопису художник повністю присвятив себе пейзажному живопису. перебував під впливом творчості Ю. Маржака та А. Славічека і, певною мірою, французького імпресіонізму.
Його картини, проте, більш реалістичні.
Автор великої кількості полотен, що високо цінуються сьогодні.

## Роботи А. Гудечека

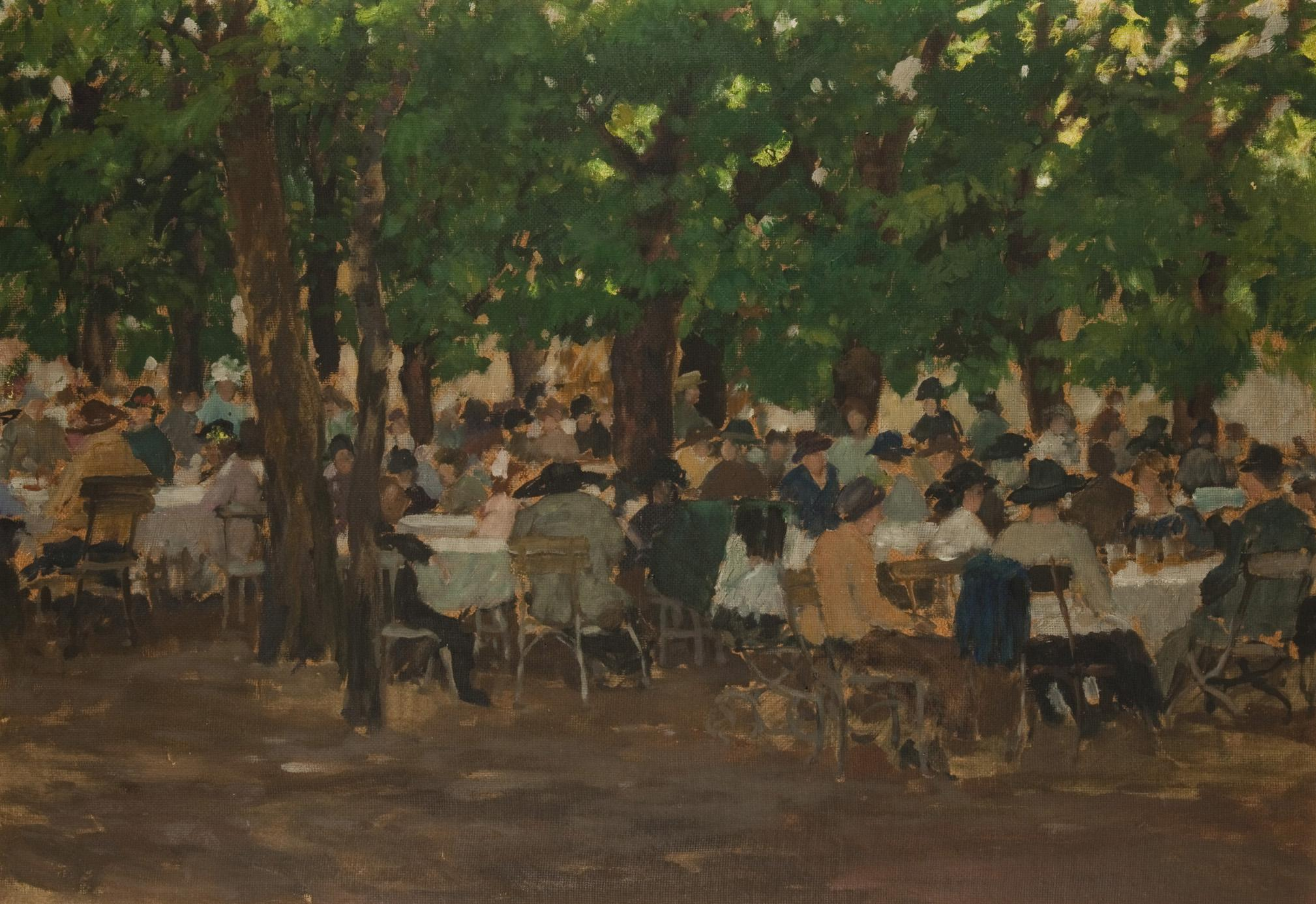
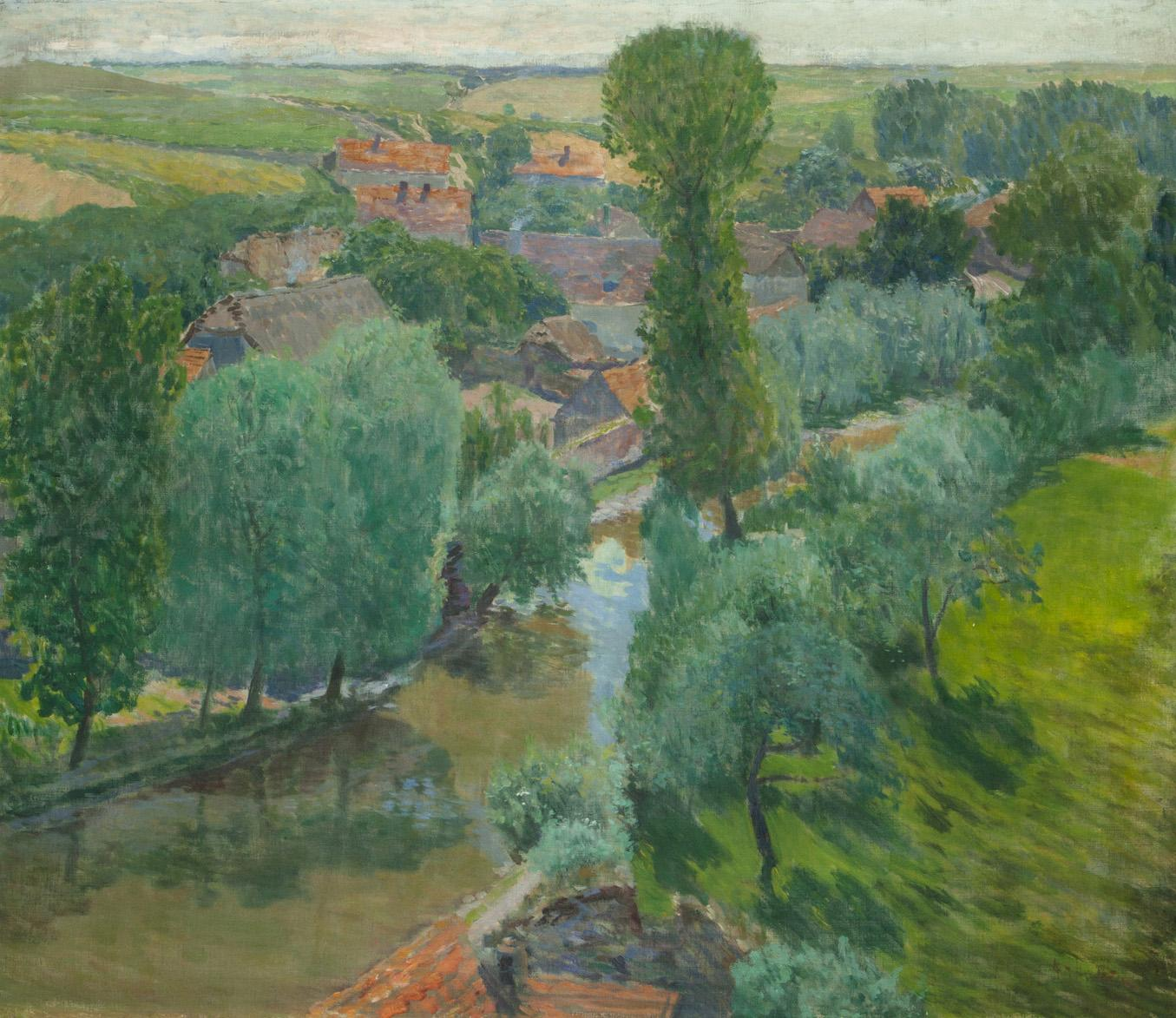
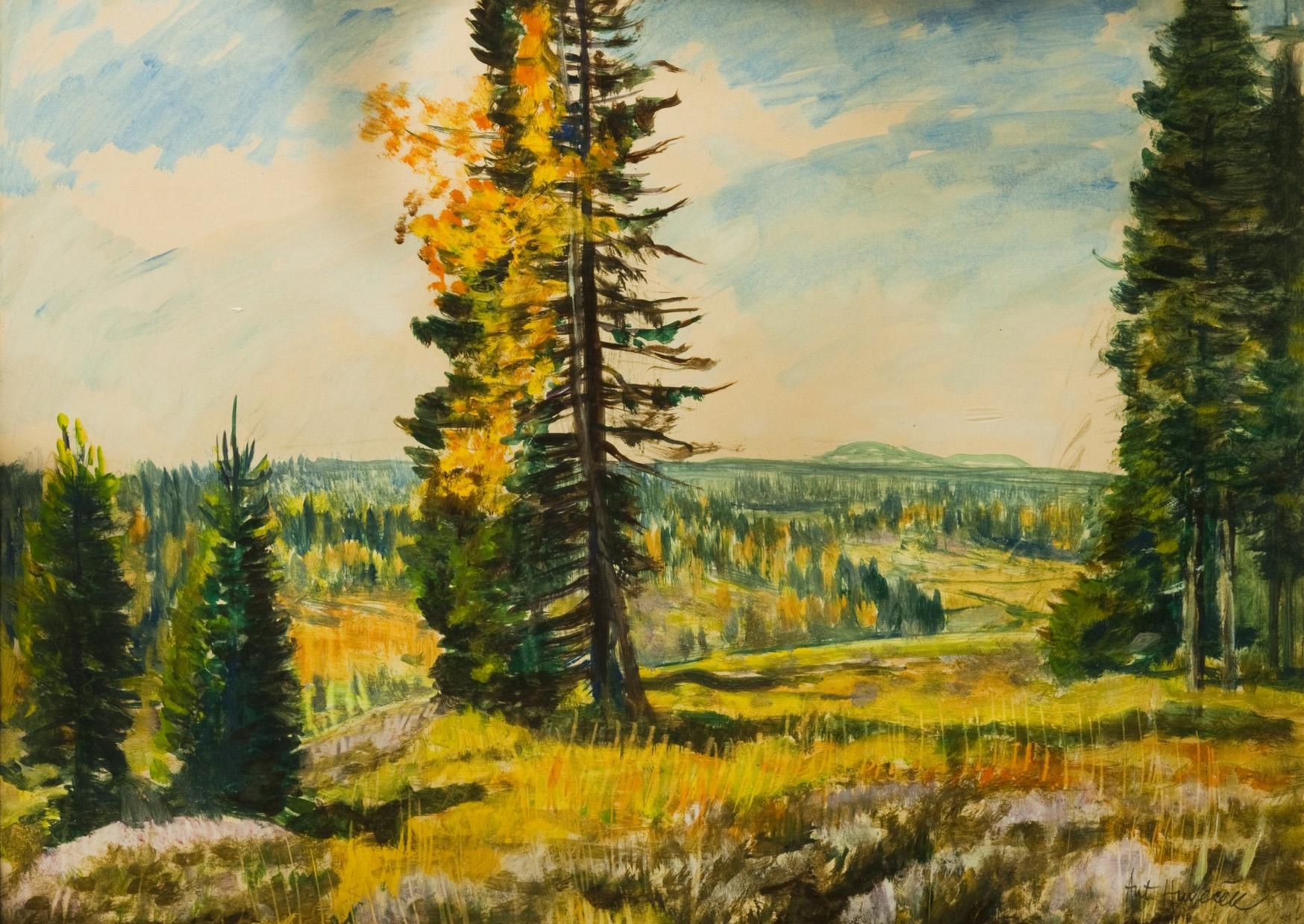
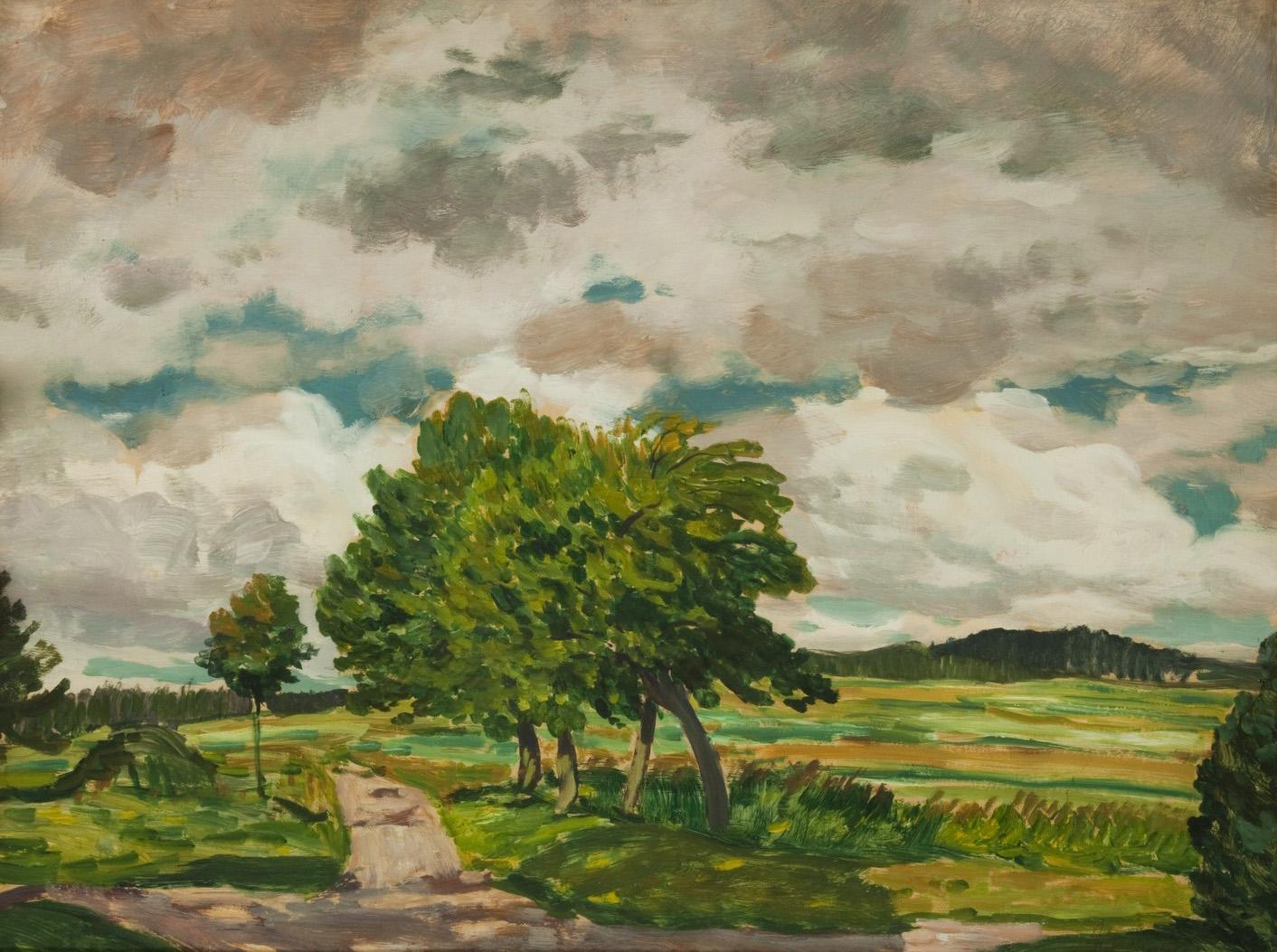